# 黎仲实
黎仲实（1886年1月29日—1919年10月1日），本名黎勇锡，字孝渊，号仲实，广东省高要县下瑶村人，辛亥革命人物。
1902年留学日本。1903年加入拒俄义勇队以及兴中会。1905年7月30日，黎仲实成为中国同盟会首批会员。1905年10月，孙中山與黎仲实前往越南西堤筹款。1907年，黎仲实为镇南关起义准备军械弹药粮饷。1908年，黎仲实参与钦廉上思起义、河口起义。1909年10月，汪精卫组织暗杀团潜入北京，谋炸摄政王载沣，黎仲实是其中一員。1910年3月15日，汪精卫、黎仲实等计划在鼓楼前的短墙上投掷炸弹，但沒有成功。1911年春，革命党策劃黄花岗起义，黎仲实负责在日本购买、运送军火。二次革命失败后，為行刺袁世凯，黎仲实赴法国學習炸药术。1919年10月1日，黎仲实病逝于上海，葬于上海万国公墓。